# Соботіште
Соботіште (словац. Sobotište) — село, громада округу Сениця, Трнавський край. Кадастрова площа громади — 32.25 км².
Населення 1434 особи (станом на 31 грудня 2020 року).

## Історія
Соботіште згадуються 1251 року.

## Населення
| Рік:            | 1994. | 2004.   | 2014.   | 2024.   |
| --------------- | ----- | ------- | ------- | ------- |
| Кількість осіб: | 1582  | 1536    | 1485    | 1483    |
| Різниця:        |       | -2,90 % | -3,32 % | -0,13 % |

| Рік:            | 2023. | 2024.   |
| --------------- | ----- | ------- |
| Кількість осіб: | 1476  | 1483    |
| Різниця:        |       | +0,47 % |